# 연어속
연어속(Oncorhynchus)은 연어과에 속하는 어류 속의 하나이며, 연어와 송어 등을 포함하고 있다.

## 분포
베링 육교 해역부터 남쪽으로 태평양 서쪽의 타이완부터 동쪽의 멕시코 해역까지 분포한다. 북아메리카에서 컷스로트송어의 일부 아종은 로키산맥과 그레이트베이슨에 자생하는 반면에 다른 종은 멕시코만으로 흘러 들어가는 미시시피강 유역의 리오그란데강과 서쪽 지류의 토착종이다. 연어속의 태평양 연어 6종은 회유성 단회번식 종이다.